# 谢东辉
谢东辉（？—），男，中华人民共和国军事、政治人物。中国人民解放军少将，历任武汉联勤保障基地政治工作部主任、联勤保障部队政治工作部主任、中共湖北省委常委、湖北省军区政治委员。